# Mire Chatman
Mire DeJuan Chatman (* 24. Oktober 1978 in Garland, Texas) ist ein ehemaliger US-amerikanischer Basketballspieler. Chatman begann nach dem Studium in seinem Heimatland eine professionelle Karriere in Europa, wo er zunächst in Lettland, Frankreich, Russland, Italien und vier Jahre in der Türkei spielte. Chatman beendete mit 36 Jahren seine aktive Karriere beim BK Ventspils, wo er seine europäische Karriere begonnen hatte und mit dem er zweimal nationaler Meister geworden war, im Dezember 2014, wenige Wochen nachdem er „All-Time Leading Scorer“ im zweitwichtigsten europäischen Vereinswettbewerb ULEB Eurocup wurde. Diesen Wettbewerb hatte er 2006 mit Dynamo Moskau gewonnen.

## Karriere
Nach dem Schulabschluss in seiner Heimatstadt studierte Chatman zunächst an der privaten, presbyterianisch geprägten Hochschule Freed-Hardeman University in Henderson (Tennessee), mit deren Hochschulmannschaft Lions er in der NAIA aktiv war. Nach einer Spielzeit kehrte er 1999 nach Texas zurück und setzte sein Studium am afroamerikanisch geprägten Southwestern Christian College in Terrell (Texas) fort, wo er mit der Schulmannschaft Rams in der National Junior Collegiate Athletic Association (NJCAA) spielte. Nach dem Abschluss seiner „Undergraduate Studies“ blieb Chatman in Texas und setzte sein Studium 2000 an der University of Texas–Pan American in Edinburg (Texas) fort. Deren Hochschulmannschaft Broncs gehört im Basketball zu den traditionell erfolglosen Mannschaften und nahm zu Chatmans Zeit als von Conferences unabhängiges Team (so genannte „Independents“) an Spielen in der NCAA Division I teil. Trotz einer positiven Saisonbilanz 2002 waren die Broncs damit auch praktisch chancenlos, für die Endrunde in einem landesweiten Postseason-Turnier der NCAA nominiert zu werden. Chatman erreichte zwar verschiedene individuelle Auszeichnungen für Spieler unabhängiger Mannschaften, blieb aber ohne wirkliche Chance auf eine Auswahl im Entry Draft der am höchsten dotierten Profiliga NBA.
Chatman begann trotzdem eine professionelle Karriere als Basketballspieler und spielte ab 2002 in der Latvijas Basketbola Līga für den lettischen Meister aus Ventspils. Mit dieser Mannschaft konnte er zweimal den Meistertitel verteidigen und erhielt auch in dieser Liga verschiedene individuelle Auszeichnungen, darunter auch den Titel im „Slam-Dunk-Contest“ beim lettischen All-Star Game 2003. Bei der ersten Austragung der FIBA EuroCup Challenge als FIBA Europe Champions Cup erreichte er mit der Mannschaft das Final-Four-Turnier, wo man nach einer deutlichen Halbfinalniederlage mit einem knappen Sieg nach Verlängerung über den KK Hemofarm den dritten Platz belegte. Ein Jahr später durfte der lettische Meister im ULEB-Wettbewerb ULEB Cup 2003/04 teilnehmen, der heutzutage als ULEB Eurocup bekannt ist. Ventspils zeigte in der Gruppenphase der Vorrunde gute Leistungen, schied aber dann im Achtelfinale deutlich gegen den späteren Halbfinalisten Reflex Belgrad aus. Für die Saison 2004/05 wechselte Chatman zum französischen Meister Élan Béarnais aus Pau, mit dem er im höchstrangigen europäischen Vereinswettbewerb EuroLeague 2004/05 spielte. Die Franzosen verloren unter anderem beide Spiele gegen den deutschen Meister Opel Skyliners und schieden mit nur drei Siegen in 14 Spielen nach der Vorrunde aus. In der französischen Meisterschaft der LNB Pro A schied der Titelverteidiger als Hauptrundensechster bereits in der Play-off-Viertelfinalserie sieglos gegen den späteren neuen Titelgewinner Strasbourg IG aus.
In der Saison 2005/06 spielte Chatman erstmals in Russland in der damals höchsten Spielklasse Superleague Russland für Dynamo aus Moskau. Mit dem Verein blieb er im ULEB Cup 2005/06 bis auf zwei Vorrundenspiele ungeschlagen und gewann den Wettbewerb auch im Endspiel gegen Aris Thessaloniki mit mehr als zehn Punkten Unterschied letztlich überlegen. In der russischen Meisterschaft blieb man als Hauptrundenfünfter in der ersten Play-off-Runde sieglos gegen UNICS Kasan. In der Saison 2006/07 verließ Chatman nach Differenzen mit Trainer Dušan Ivković dann den Verein und wechselte im November 2006 zu Virtus Lottomatica nach Rom in die Lega Basket Serie A. Mit Chatman erreichte Rom in der EuroLeague 2006/07 erstmals die Zwischenrunde der 16 besten Mannschaften, in der jedoch nur noch ein Sieg in sechs Spielen gelang. In der regulären Saison der Serie A verbesserte Rom sich auf den vierten Platz, doch in der Play-off-Halbfinalserie der italienischen Meisterschaft schied man gegen Titelverteidiger Montepaschi Siena aus, dem man immerhin die einzige Niederlage in einem Play-off-Spiel jener Saison zufügen konnte. Für die Saison 2007/08 kehrte Chatman nach Russland zurück und spielte wiederum für Dynamo, allerdings für den Verein aus der Oblast Moskau in Ljuberzy, der sich fortan Triumph nannte. Nach dem Gruppensieg in der Vorrunde des ULEB Cup 2007/08 verlor man etwas überraschend in der Runde der letzten 32 gegen den deutschen Vertreter Artland Dragons. Auch in den Play-offs der russischen Meisterschaft blieb man als Hauptrundenvierter hinter den Erwartungen zurück, als man in der ersten Runde die Serie gegen Chatmans ehemalige Mannschaft Dynamo Moskau verlor.
Für die Saison 2008/09 wechselte Chatman in die Türkiye Basketbol Ligi zu Beşiktaş Cola Turka aus Istanbul. Mit Beşiktaş blieb Chatman im nunmehr Eurocup genannten Wettbewerb in den folgenden drei Austragungen weitgehend erfolglos und schied jeweils nach der Vorrunde beziehungsweise ersten Gruppenphase aus. In der türkischen Meisterschaft wurde er mit dem Verein nach der regulären Saison Fünfter, Vierter und Sechster und schied zweimal im Play-off-Viertelfinale gegen den Lokalrivalen Galatasaray Café Crown aus. Bei der einzigen Halbfinalteilnahme 2010 von Beşiktaş in jener Zeit stand Chatman nach einer positiven Probe unter Doping-Verdacht und war seit Februar 2010 suspendiert. Für die Saison 2011/12 bekam Chatman einen Vertrag beim Ligakonkurrenten Pınar Karşıyaka aus Izmir. Mit diesem Verein verlor Chatman in der ersten Play-off-Runde gegen Anadolu Efes SK, während seine ehemalige Mannschaft Beşiktaş die erste Meisterschaft seit 1975 gewann und mit dem Erfolg in der EuroChallenge 2011/12 gleich ein Triple. Mit Pınar Karşıyaka war Chatman im gleichen internationalen Vereinswettbewerb in der zweiten Gruppenphase unter anderem wieder an den Artland Dragons gescheitert. In der Saison 2012/13 spielte Chatman wiederum in Russland, die ihre besten Mannschaften mittlerweile in der Professionalnaja Basketbolnaja Liga (PBL) organisiert hatten. Mit UNICS aus Kasan erreichte Chatman in der letztmals ausgespielten PBL 2012/13 den fünften Platz. Die PBL wurde ab der folgenden Saison zumindest in Russland komplett von der regionaleuropäischen VTB United League abgelöst, bei der UNICS in der Saison 2012/13 kaum besser abschnitt und bereits im Viertelfinale gegen den nationalen Konkurrenten Lokomotive Kuban Krasnodar ausschied. Im Eurocup 2012/13 verlor UNICS im Viertelfinale das Duell der ehemaligen Titelgewinner gegen Valencia Basket Club und „ersparte“ sich so das Halbfinale gegen Lok Kuban, die später diesen Wettbewerb gewannen.
Chatman, in seiner jeweiligen Mannschaft meist interner Topscorer, hatte bei UNICS zuletzt schon weniger Spielanteile gehabt und war als Veteran in nationalen Spielen geschont worden. Für die Saison 2013/14 unterschrieb Chatman keinen neuen Vertrag und schien seine aktive Karriere bereits beendet zu haben, als er zur Saison 2014/15 noch einmal ein Comeback gab und zum BK Ventspils zurückkehrte, der Ausgangsstation seiner professionellen Karriere war. Mit dem BK Ventspils, der erstmals nach fünf Jahren in der Vorsaison auch wieder nationaler Meister geworden war, konnte Chatman zudem am Eurocup 2014/15 teilnehmen. Dort wurde er Ende November 2014 im Heimspiel gegen Lok Kuban der „All-Time Leading Scorer“ des Wettbewerbs, als er die bisherige Bestmarke von 1.138 Punkten des Bulgaren Todor Stojkow übertraf, wobei Chatman unter den zehn besten Punktesammlern auch derjenige mit der besten Punktausbeute pro Spiel ist. Letztlich schied Ventspils nach nur zwei Siegen in zehn Spielen nach der Vorrunde aus. Auch Chatmans wiedergewonnener Ehrgeiz war ohne internationale Bühne bereits wieder ermattet und er erklärte mit 36 Jahren seinen endgültigen Rücktritt vom bezahlten Leistungssport.